# St. Laurentius (Unterschwappach)

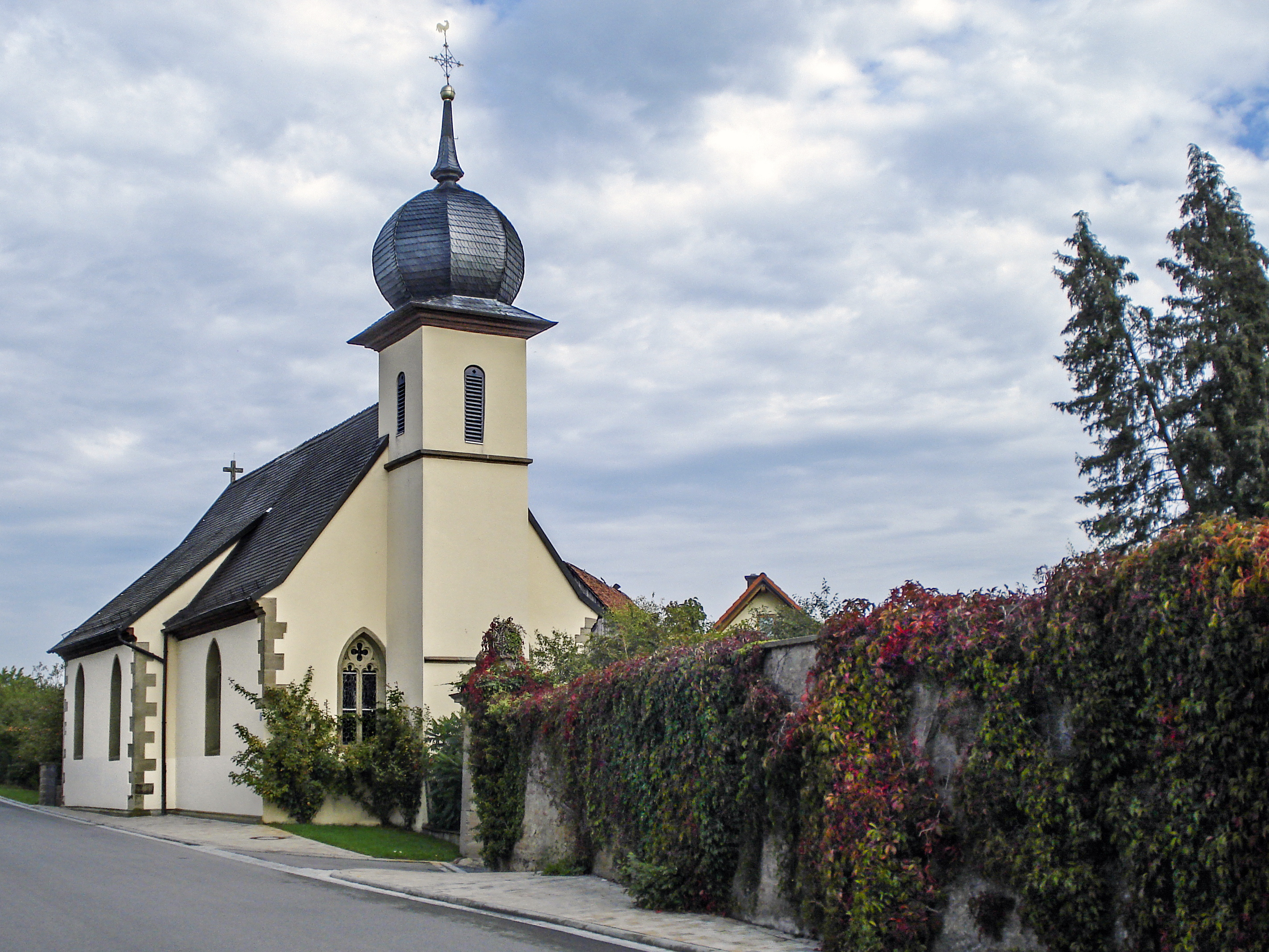
St. Laurentius (Unterschwappach)

Die römisch-katholische Filialkirche St. Laurentius steht in Unterschwappach, einem Gemeindeteil von Knetzgau im unterfränkischen Landkreis Haßberge in Bayern. Das denkmalgeschützte Bauwerk entstand Mitte des 16. Jahrhunderts. Die Pfarrei gehört zur Pfarreiengemeinschaft Knetzgau im Dekanat Haßberge des Bistums Würzburg.

## Beschreibung
Die Saalkirche wurde 1555/56 erbaut. Sie hat sich in der Außenansicht baulich nicht verändert. An ihr Langhaus schließt sich nach Süden ein eingezogener Chor an, vor dem der dreigeschossige Kirchturm steht, der mit einer schiefergedeckten Zwiebelhaube bedeckt ist. Das Portal befindet sich im Norden. Der Innenraum, der mit einer hölzernen Flachdecke überspannt ist, wird durch den Chorbogen in Chor und Langhaus getrennt. Die Kirchenausstattung stammt weitgehend aus der Zeit des Barock. Das Altarretabel des Hochaltars wird von zwei Säulen aus Stuckmarmor flankiert. Der dem heiligen Laurentius geweihte Altar steht im Langhaus an der Ostwand des Chorbogens. In der Mitte des Chors fanden der Volksaltar und der Ambo ihren Platz. An der rechten Wand des Chorbogens hängt die mit Intarsien verzierte Kanzel, zu der eine Treppe aus dem Chor hinaufführt. Das steinerne Taufbecken wurde von seinem ursprünglichen Platz unter der Kanzel in die Mitte des Langhauses gerückt. Auf der von hölzernen Säulen getragenen Empore steht die 1947/48 gebaute Orgel, die aus ausgedienten Werken zusammengefügt wurde.